# Dobrovodský potok
Dobrovodský potok (v části úseku nazývaný Dobrovodská stoka) je pravostranným přítokem Vltavy v okrese České Budějovice.

## Popis toku
Potok pramení na jihozápadním svahu kopce Na Pazderně v Lišovském prahu 1 km jihovýchodně od Třebotovic v nadmořské výšce 536 m. Teče na severozápad po hranici katastrálních území Třebotovice a Srubec a postupně se v migmatitovém podloží zahlubuje do sevřeného údolí zvaného České Švýcarsko (České Švýcary) s občasnými skalními výchozy na svazích. Protéká zde Dolejším rybníkem pod Třebotovicemi a retenční přehradní nádrží České Švýcarsko z roku 1898. Na okraji Dobré Vody, podle které je pojmenovaný, potok přijímá zprava odtok Lusného rybníka. Na západním okraji Dobré Vody potok opouští Lišovský práh, vtéká do Českobudějovické pánve a protéká Suchým Vrbným. Na území města České Budějovice potok často zaplavuje své okolí, což je způsobeno hustou zástavbou a betonem či asfaltem zpevňovanými břehy. V Suchém Vrbném ve Vodní ulici potok ostře mění směr k severu a teče umělým korytem vytvořeným na konci 19. století. V úseku od Plynárenské až k Nádražní ulici bylo toto koryto v letech 2009 až 2015 postupně upravováno a částečně i posunuto kvůli stavbě přeložky silnic II/156 a II/157 (tzv. zanádražní komunikace). V tomto úseku přijímá Dobrovodský potok také svůj největší přítok, Vrátecký potok.
Z vodohospodářského hlediska je kritickým místem na potoce most pod Pražskou třídou, neboť propustek má kapacitu jen na pětiletou povodeň, voda pak přitéká příliš rychle a při větších průtocích zaplavuje patnáct set garáží v Nádražní ulici na levém břehu potoka. V následujícím přes kilometr dlouhém úseku za mostem směrem k soutoku s Vltavou byly v polovině 90. let 20. století postaveny hypermarkety OBI, Terno, Interspar a obchodní domy s nábytkem, ačkoliv se jedná o záplavové pásmo. Na tomto úseku byla v letech 2014 až 2015 provedena rekultivace toku financovaná z operačního programu pro životní prostředí a provedená firmou Šindlar.
Potok se vlévá do Vltavy z pravého břehu pod Českým Vrbným naproti místu, kde se do Vltavy vrací voda z vodáckého areálu Lídy Polesné.

## Vodohospodářské úpravy
Dobrovodský potok, stejně jako Vrátecký potok, původně ústil do přirozeného bočního ramene Malše, které bylo v roce 1265 při založení královského města upraveno na Mlýnskou stoku. Oba potoky tak tekly až k centru Českých Budějovic a vždy bývaly příčinou náhlých záplav na východním okraji města. Na konci 19. století městská správa provedla z tohoto důvodu rozsáhlé vodohospodářské úpravy těchto potoků, při nichž došlo k odklonění obou potoků z centra města a k výstavbě dvou retenčních nádrží. Systém je dosud funkční technickou památkou. Postupovalo se podle projektu pražského inženýra Rudolfa von Brechlera z roku 1892. Samotné regulační práce prováděly firmy Bohdana Francka a Josefa Pillmanna v letech 1897–1898. Dobrovodský potok byl v Suchém Vrbném ze západního směru odkloněn na sever do uměle vyhloubeného koryta v dnešní Vodní ulici, tento úsek je označovaný jako Dobrovodská stoka a vede až k Českému Vrbnému, kde ústí do Vltavy. Vrátecký potok byl do této stoky napojen a stal se z něj přítok Dobrovodského potoka. Na horním toku Dobrovodského potoka mezi Dobrou Vodou a Třebotovicemi v údolí zvaném České Švýcarsko byla zároveň postavena retenční přehradní nádrž.

## Galerie

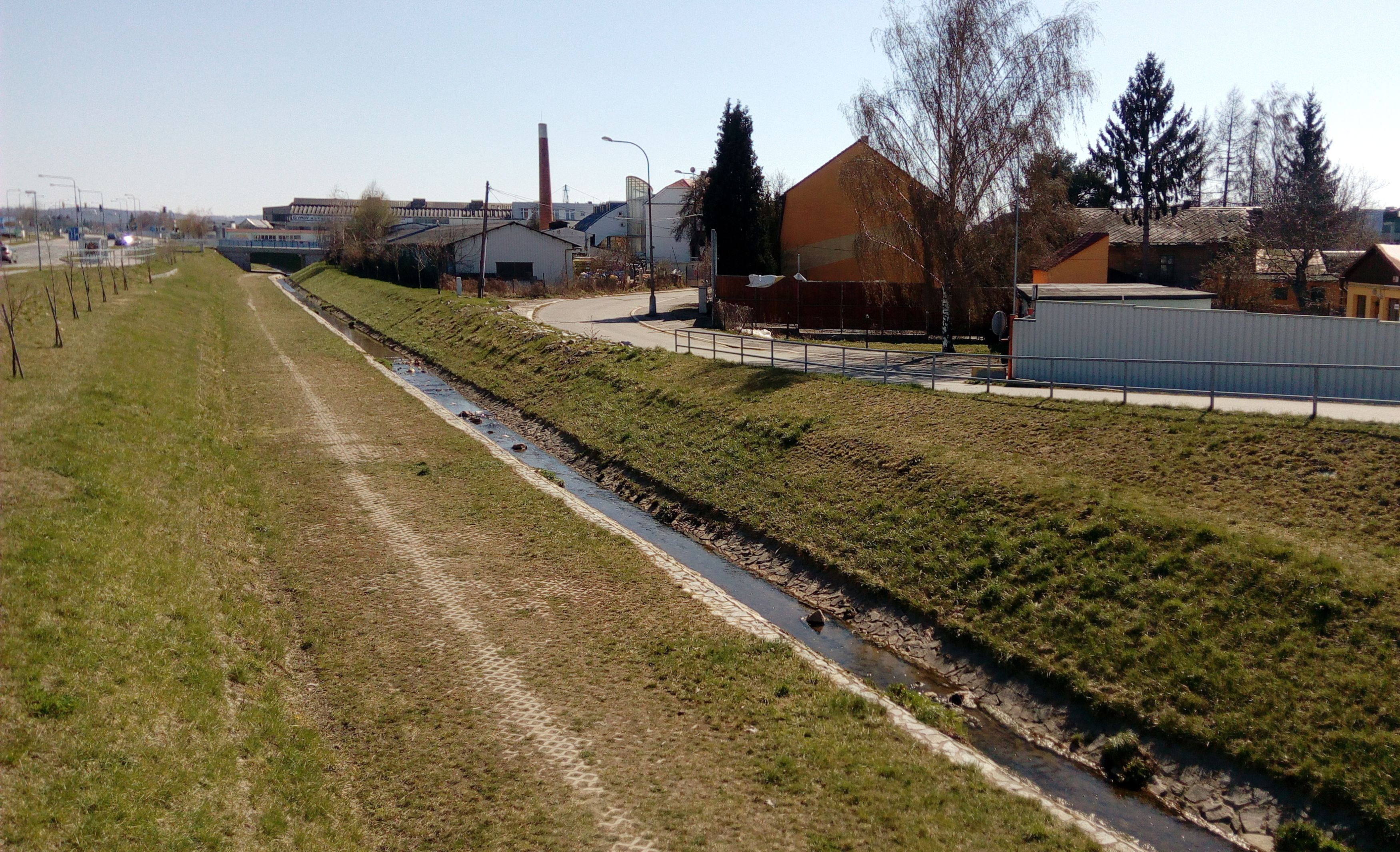
Silně regulovaná část potoka u Husovy kolonie
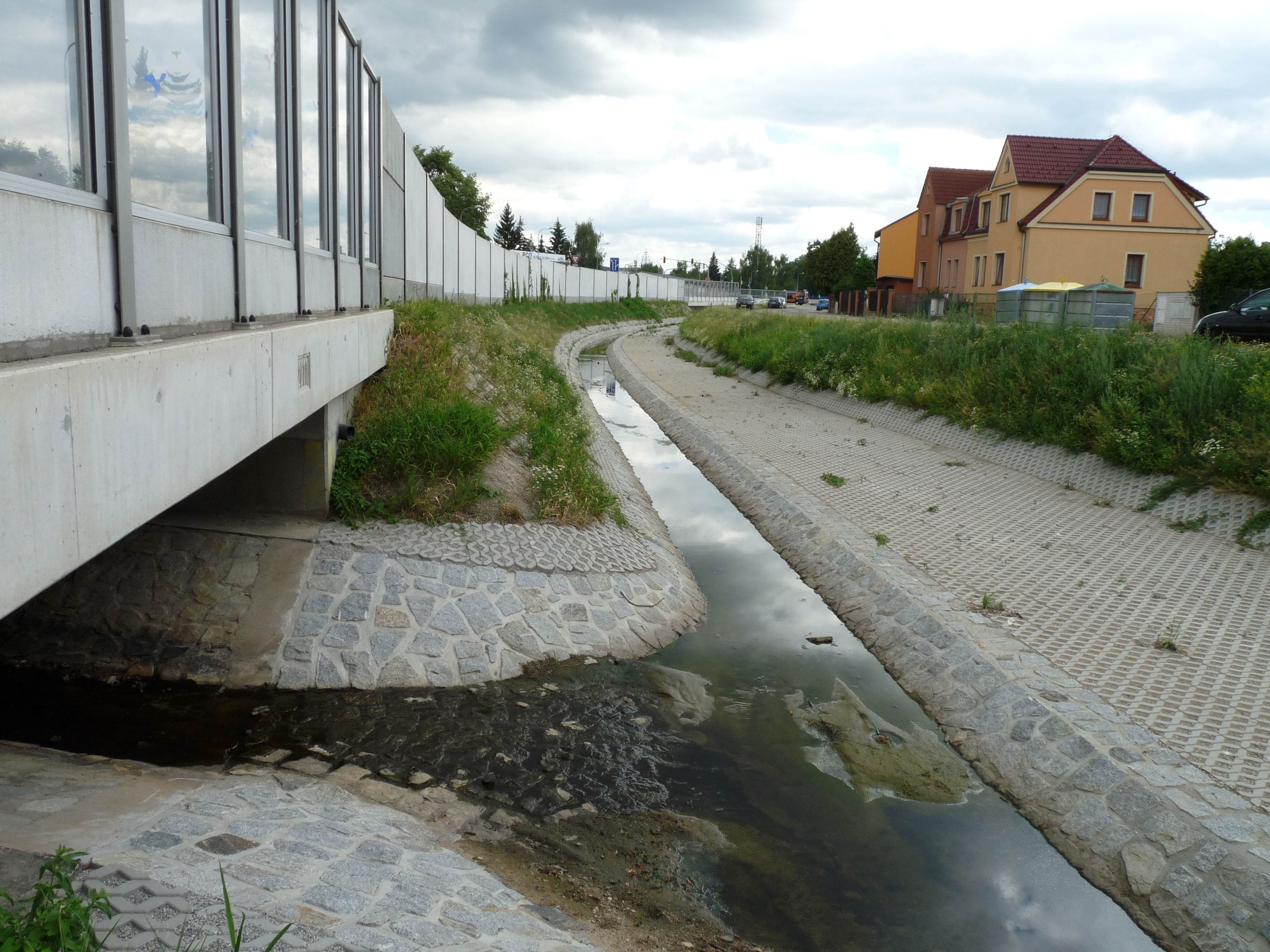
Soutok s Vráteckým potokem
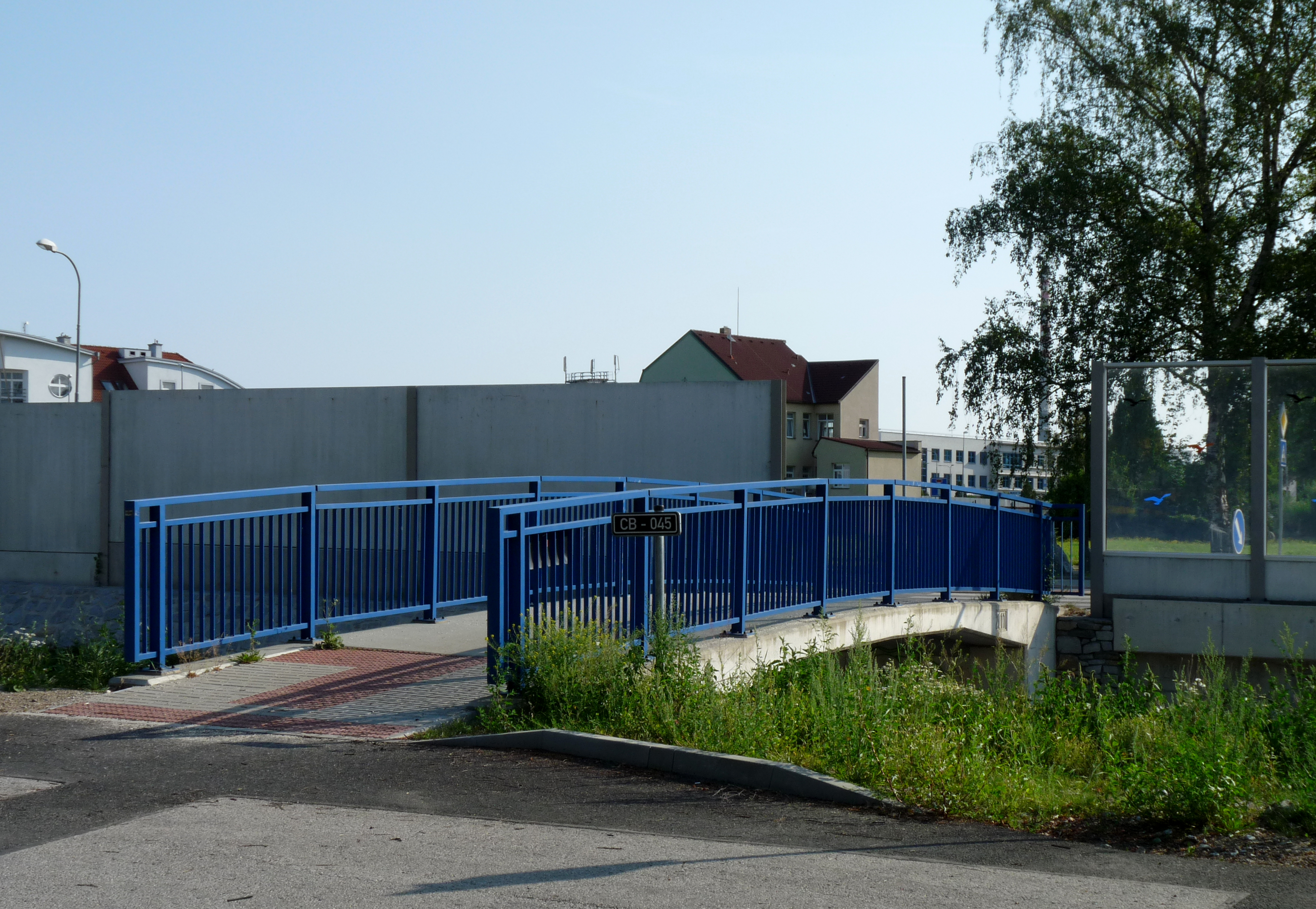
Lávka přes Dobrovodský potok u Vodní ulice v Č. Budějovicích
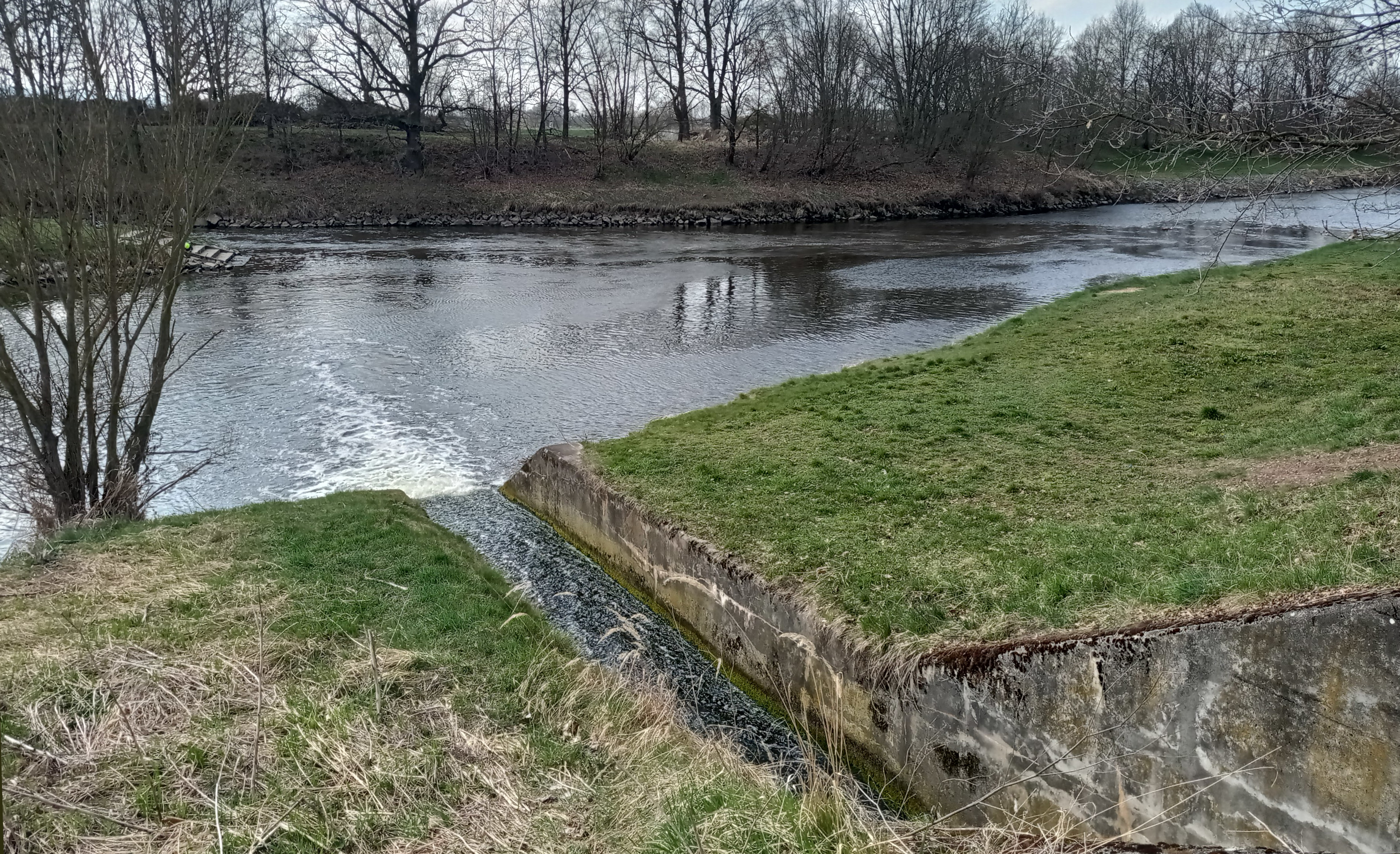
Ústí do Vltavy pod Českým Vrbným